# Piotr Danielak
Piotr Danielak (ur. 15 października 1913 w Giżycach k. Grabowa n/Prosną, zm. 16 lipca 1969 w Poznaniu) – polski piłkarz, prawy pomocnik. W Warcie Poznań od 1930 r. Zawodowo urzędnik w firmie „Maggi”.

## Kariera klubowa
W ligowej drużynie Warty Poznań zadebiutował w 1934 roku. Do wybuchu II wojny światowej rozegrał 94 spotkania w ekstraklasie i zdobył w nich 3 gole. Po wojnie powrócił do zespołu, po tym jak chwilowo wycofał się z życia sportowego. W 1947 sięgnął po tytuł mistrza Polski jako najstarszy zawodnik w zwycięskiej drużynie Warty. Zakończył swą karierę w 1948 roku, gdy zagrał w 6 ligowych spotkaniach.

## Kariera reprezentacyjna
W reprezentacji Polski wystąpił tylko raz, w rozegranym 25 września 1938 spotkaniu z Łotwą, które Polska przegrała 1:2.
Został pochowany na Cmentarzu Junikowo w Poznaniu.

### Mecze w reprezentacji Polski w kadrze A
| L.p. | Data             | Miejsce | Miejsce | Gospodarz | Wynik | Gość   | Rodzaj rozgrywek | Uwagi | Źródło |
| L.p. | Data             | Stadion | Miasto  | Gospodarz | Wynik | Gość   | Rodzaj rozgrywek | Uwagi | Źródło |
| ---- | ---------------- | ------- | ------- | --------- | ----- | ------ | ---------------- | ----- | ------ |
| 1    | 25 września 1938 | ASK     | Ryga    | Łotwa     | 2:1   | Polska | towarzyski       |       | [ 6 ]  |